# Primat (Ardennes)
Pour les articles homonymes, voir Primat.
Primat est une commune associée d'Olizy-Primat et une ancienne commune française, située dans le département des Ardennes en région Grand Est.
Elle fusionne avec Olizy, en 1828, pour former la commune d'Olizy-Primat. Les deux communes reprirent leur indépendance en 1871, puis refusionnèrent le 29 décembre 1974.

## Géographie
La commune avait une superficie de 4,41 km2

## Histoire
Elle fusionne avec Olizy, en 1828, pour former la commune d'Olizy-Primat. Les deux communes reprirent leur indépendance en 1871
Par arrêté préfectoral du 20 décembre 1974, la commune d'Olizy refusionne le 29 décembre 1974, avec la commune d'Olizy pour reformer la commune d'Olizy-Primat.

## Administration

### Liste des maires
| Période                                  | Période | Identité | Étiquette | Qualité |
| ---------------------------------------- | ------- | -------- | --------- | ------- |
| Les données manquantes sont à compléter. |         |          |           |         |
|                                          |         |          |           |         |

### Liste des maires délégués
| Période                                  | Période | Identité       | Étiquette | Qualité |
| ---------------------------------------- | ------- | -------------- | --------- | ------- |
| Les données manquantes sont à compléter. |         |                |           |         |
| avant 2002                               | ?       | Patrick Rataux | DVD       |         |

## Démographie
| 1793 | 1800 | 1806 | 1821 | 1872 | 1876 | 1881 | 1886 |
| ---- | ---- | ---- | ---- | ---- | ---- | ---- | ---- |
| 110  | 127  | 127  | 123  | 120  | 112  | 119  | 128  |

| 1891 | 1896 | 1901 | 1906 | 1911 | 1921 | 1926 | 1931 |
| ---- | ---- | ---- | ---- | ---- | ---- | ---- | ---- |
| 142  | 110  | 97   | 97   | 86   | 89   | 75   | 87   |

| 1936 | 1946 | 1954 | 1962 | 1968 | 1975 | 1982 | 1990 |
| ---- | ---- | ---- | ---- | ---- | ---- | ---- | ---- |
| 74   | 72   | 70   | 47   | 44   | -    | -    | 44   |

| 1999 | 2006 | 2008 | 2011 | 2013 | - | - | - |
| ---- | ---- | ---- | ---- | ---- | - | - | - |
| 36   | 42   | 42   | 39   | 39   | - | - | - |

Histogramme

(élaboration graphique par Wikipédia)